# Златники
Зла́тники — село в окрузі Бановці-над-Бебравою Банськобистрицького краю Словаччини. Станом на грудень 2015 року в селі проживало 680 людей.

## Географія
Протікають Новогорський потік і Хотинка..

## Населення
| Рік:            | 1994. | 2004.   | 2014.   | 2024.   |
| --------------- | ----- | ------- | ------- | ------- |
| Кількість осіб: | 706   | 726     | 684     | 694     |
| Різниця:        |       | +2,83 % | -5,78 % | +1,46 % |

| Рік:            | 2023. | 2024.   |
| --------------- | ----- | ------- |
| Кількість осіб: | 689   | 694     |
| Різниця:        |       | +0,72 % |